# Kalmar regemente (gamla)
Kalmar regemente (I 21) var ett infanteriförband inom svenska armén som verkade i olika former åren 1623–1927. Förbandsledningen var förlagd i Eksjö garnison i Eksjö.

## Historia

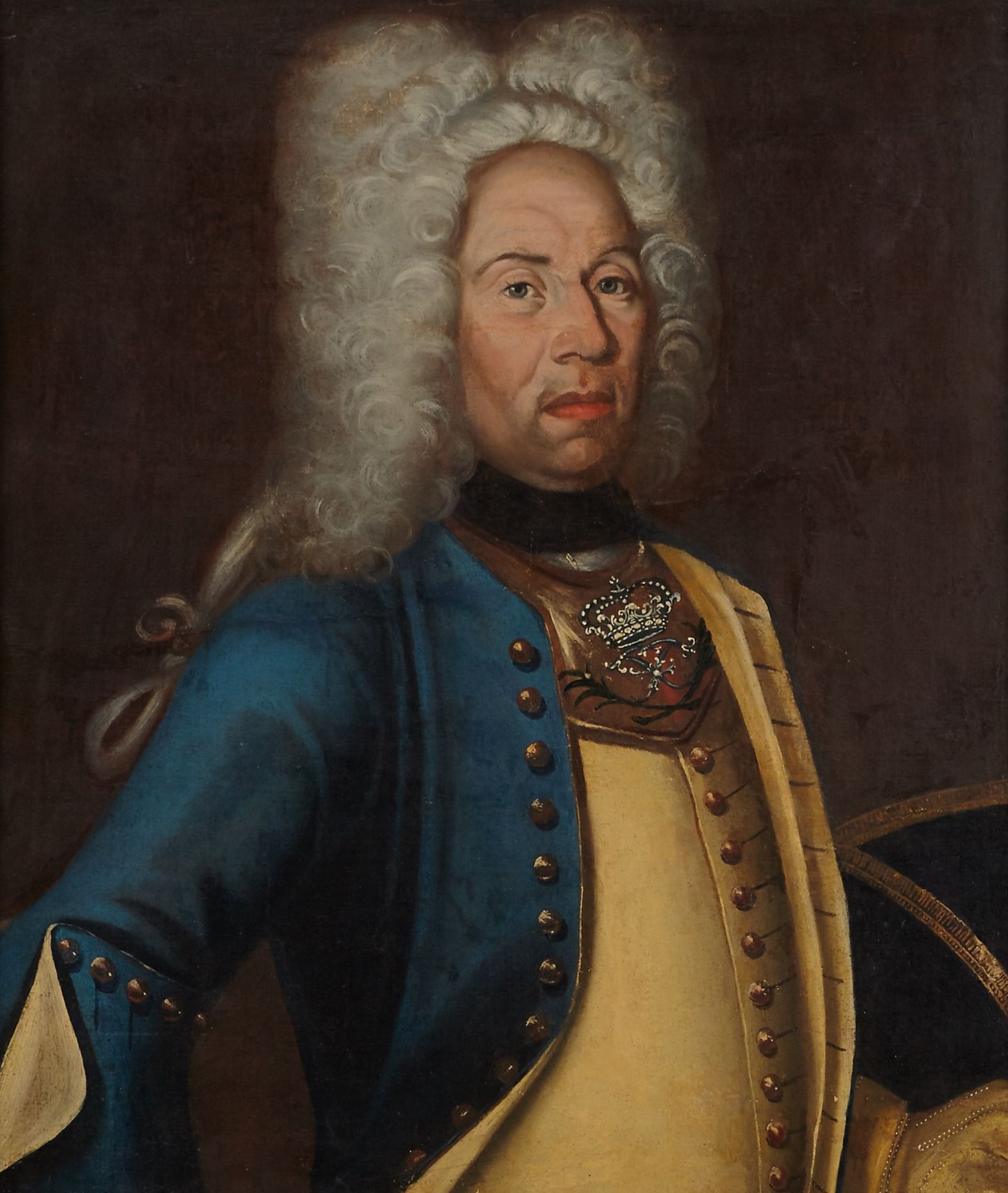
Major Peter Lilliehorn i regementets uniform och ringkrage, 1727.

### Bildandet
Regementet har sitt ursprung i de fänikor som sattes upp i Kalmar län på 1500-talet. År 1616 organiserades dessa enheter tillsammans med andra från närliggande Kronobergs län av Gustav II Adolf och bildade Smålands storregemente där tolv av totalt 24 kompanier rekryterades i Kalmar län. Smålands storregemente bestod av tre fältregementen, där Kalmar regemente var ett. Någon gång runt 1623 splittrades storregementet permanent och bildade tre mindre regementen där Kalmar regemente var ett.
I 1634 års regeringsform fastställdes den svenska regementetsindelningen, där det angavs att armén skulle bestå av 28 regementen till häst och fot, med fördelningen av åtta till häst och 20 till fot. De indelta och roterande regementena namngavs efter län eller landskap, medan de värvade regementena uppkallades efter sin chef. Regeringsformen angav Kalmar regemente som det sjuttonde i ordningen. Dock blev det ett nummer som aldrig användes, annat än för att ange regementets plats, enligt den då gällande rangordning. Regementets första befälhavare var Patrick Ruthven.
Regementet har deltagit i flera krig och slag. Under början av 1700-talet följde regementet Karl XII på alla hans marscher åren 1707, 1708 och 1709. I slaget vid Poltava den 28 juni 1709 var regementet formerat på en bataljon och hörde under första striden till den andra kolonnen från höger av de fyra, i vilken fotfolket var indelt. Regementet kom genom reduttlinjen men med betydliga förluster. I den andra och avgörande striden utgjorde regementet den femte bataljonen från höger av de tolv, som återstod av infanteriet. Det stred med utmärkt tapperhet, men förlorade hälften av manskapet och många officerare, däribland både överste Ranck och överstelöjtnant Silfversparre som stupade. De överlevande delarna av regementet gick i krigsfångenskap den 1 juli 1709 vid kapitulationen vid Perevolotjna. Majoren Leijonhielm fick i slaget vänstra benet avskjutet av en kanonkula, men lyckades dock komma med kungen till Turkiet. Vid arméns allmänna rekrytering hösten 1709 återuppsattes regementet samt erhöll till chef Carl Björnberg. Redan året därpå deltog regementet i Magnus Stenbocks korta vinterfälttåg 1710 i Skåne och deltog den 28 februari i slaget vid Helsingborg. Under detta krig drabbades Kalmar regemente av stor nöd. Beklädnadsmedlen räckte inte till varken för kappor eller ränslar; och såväl strumpor och skor som skjortor fick soldaten själv skaffa sig så gott han förmådde. Regementet fick under fälttåget också en mycket hög sjuk- och dödlighetssiffra. På sommaren 1710 uppgavs det att av 1 100 man hade "på marschen och i landet" 341 dött, och 434 låg sjuka.

### Rangordningen
Den rangordning som hade fastställts i 1634 års regeringsform började halta och skapa luckor efter freden i Fredrikshamn den 17 september 1809, då Finland tillföll Ryssland och de svenska regementen i Finland upplöstes. Därmed fanns det ett behov med att skapa ett nytt system. Under kronprins Karl Johans tid infördes 1816 ett nytt numreringssystem, där de svenska regementena genom en generalorder den 26 mars 1816 tillfördes ett officiellt ordningsnummer, till exempel № 20 Kalmar regemente. Till grund för numreringen låg inte bara ett regementes status, utan också de svenska landskapens inbördes ordning, samt att Svealand, Götaland och Norrland skulle varvas. De lägsta ordningsnumren tilldelades "liv- och hus- trupperna". Dessa nummer hade dock ingenting med rangordningen att göra, vilket bland annat framgår av gamla förteckningar där infanteri- och kavalleriförband är blandade just med hänsyn till rang och värdighet.

### Ordningsnumret
Vid delning av Närke-Värmlands regemente 1812 och av Västerbottens regemente 1841, föll det sig naturligt att de därvid nybildade förbanden - Närkes regemente och Norrbottens fältjägarkår rang- och nummerplacerades i omedelbar anslutning till sina ursprungsregementen. Vilket medförde 1893 att № 20 övertogs av Västerbottens regemente och Kalmar regemente övertog samtidigt № 21 från Närkes regemente, som i sin tur sammanslogs med Livregementets grenadjärkår.
I samband med 1914 års härordning justerades 1914 samtliga ordningsnummer inom armén. För till exempel Kalmar regemente innebar det att regementet blev tilldelad beteckningen I 21. Justeringen av beteckningen gjordes för att särskilja regementen och kårer mellan truppslagen. Det med bakgrund till att namn och nummer som till exempel № 3 Livregementets grenadjärkår och № 3 Livregementets husarkår kunde förefalla egendomliga för den som inte kände till att förbanden ifråga tillhörde skilda truppslag.

### 1925 års försvarsbeslut
Genom försvarsbeslutet 1925 beslutades det att reducera den svenska armén från sex till fyra arméfördelningar. Detta medförde att 17 av arméns truppförband skulle avvecklas eller omorganiseras. Av dessa 17 truppförband var det sju infanteriregementen som skulle avvecklas där Kalmar regemente var ett av dessa. Avvecklingsbeslutet medförde att regementet skulle avvecklas omedelbart efter repetitionsövningarna 1927. Den 1 oktober 1927 höll regementet en ceremoni över kommande avveckling. Vid sidan om avvecklingen, avvecklades även Jönköpings regemente (I 12) inom Jönköpings garnison. Dessa två regementen kom den 1 januari 1928 att bilda ett nytt regemente, Jönköpings-Kalmar regemente (I 12). I Jönköping blev en avvecklingsorganisation kvar och verkade fram till 31 mars 1928, medan verksamheten i Eksjö övergick direkt i den nya organisationen.

## Verksamhet
Kalmar regemente indelades år 1686 liksom Jönköpings regemente och Kronobergs regemente med vardera 1100 nummer i stället för det vanliga 1200 nummer. Detta reducerade antal soldater fördelades på åtta kompanier om vardera 137 eller 138 nummer. Av regementets 1100 rotar låg 347 i Kalmar län (H), 401 i Jönköpings län (F) och 352 i Kronobergs län (G). Under de drygt tvåhundra år som det ständiga knektehållet kom att bestå var indelningen för Kalmar regemente i stora drag intakt även om byte av stamrotar förekommer under denna långa period.

### Åren 1686–1901
1. kompaniet
- Roteringsområde: Handbörd(H), Aspeland(H) och Norra Möre(H) härader 138 rotar.
- Kompaninamn: Livkompaniet hela perioden

2. kompaniet
- Roteringsområde: Östra(F) och Södra Vedbo(F) härader 138 rotar.
- Kompaninamn: Majorens eller Herr Majorens kompani till 1836,Vedbo härads kompani från 1836

3. kompaniet
- Roteringsområde: Aspeland(H), Sevede(H), Östra(F) och Södra Vedbo(F) härader 137 rotar.
- Kompaninamn: Aspeland härads kompani till 1815, Tredje Majorens kompani från 1815 till 1836, Aspeland härads kompani från 1836

4. kompaniet

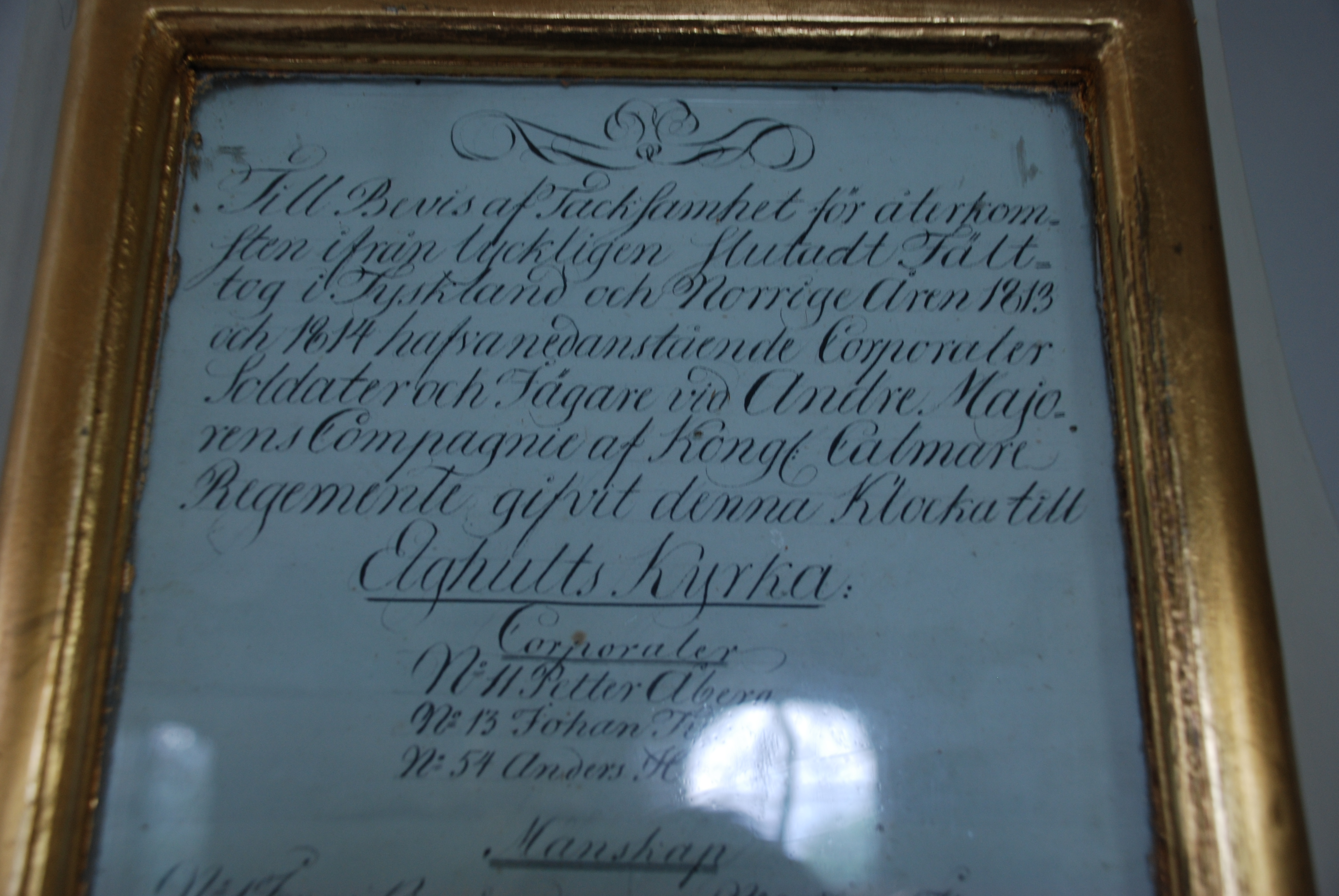
Andre Majorens kompanis gåva av en klocka till Älghults kyrka

- Roteringsområde: Uppvidinge(G) och Östra(F) härader 137 rotar.
- Kompaninamn: Östra härads kompani till 1775, Secund Majorens kompani från 1775 till 1789, Östra härads kompani från 1789.

5. kompaniet
- Roteringsområde: Norra och Södra Tjust(H), Sevede(H) och Tunaläns(H) härader 138 rotar.
- Kompaninamn: Överstelöjtnantens kompani till 1836, Sevede härads kompani från 1836

6. kompaniet
- Roteringsområde: Uppvidinge(G) härad 138 rotar.
- Kompaninamn: Uppvidinge härads kompani till 1789, Andre Majorens eller Second Majorens kompani från 1789 till 1836, Uppvidinge härads kompani från 1836.

7. kompaniet
- Roteringsområde: Västra och Östra(F) härader 137 rotar.
- Kompaninamn: Västra härads kompani under hela perioden

8. kompaniet
- Roteringsområde: Konga(G) härad 137 rotar.
- Kompaninamn: Konga härads kompani under hela perioden.

## Ingående enheter
Genom 1901 års härordning fastställdes att tillgång till trupp skulle regleras genom allmän värnplikt, vilket bland annat resulterade i att infanteriregementena utökades med en bataljon och kom att omfatta tre infanteribataljoner. I samband med krigsutbrottet 1914 fastställdes försvarsbeslutet 1914, vilket bland annat medförde att linjeregementet I 21 organiserades och mobiliserades. I likhet med övriga infanteriregementen skulle också ett reservregemente sättas upp, dock kom dessa aldrig att mobiliseras. Vidare infördes en brigadorganisation inom armén, där två infanteriregementen bildade en brigad. I 12 tillsammans med I 21 bildade 4. infanteribrigaden, ingående i II. arméfördelningen.

### 4.infanteribrigaden
4. infanteribrigaden var en infanteribrigad inom II. arméfördelningen som verkade åren 1915–1927 och bestod av Kalmar regemente och Jönköpings regemente.

### Kompanier
| 1686(?) 1. Livkompaniet 2. Överstelöjtnantens kompani 3. Majorens kompani 4. Östra Härads kompani 5. Uppvidinge kompani 6. Västra Härads kompani 7. Aspelands härads kompani 8. Konga härads kompani | 18?? 1. Livkompaniet 2. Vedbo kompani 3. Aspelands kompani 4. Östra Härads kompani 5. Seveds kompani 6. Uppvidinge kompani 7. Västra Härads kompani 8. Konga kompani |

## Förläggningar och övningsplatser

### Förläggning
Genom försvarsreformen 1901 beslutades det att samtliga regementet skulle förläggas till kasernetablissemang. Inför att ett kasernetablissemanget skulle uppföras till Kalmar regemente, ansökte Kalmar om att få regementet till sig. Man förberedde staden bland annat med ett stort antal hyreshus med representativa officersvåningar vid Bremerlyckan och Framsta. Dock förordade kasernbyggnadskommissionen Eksjö som garnisonsort, dit man även 1907 beslöt att förlägga regementet.
Från 1 november 1906 förlades regementet sina stamskolor till Smålands husarregemente i Eksjö. År 1914 förlades regementet till Ränneslätt i väntan på att kasernetablissemanget på Regementsgatan i Eksjö skulle färdigställas. Kasernerna stod färdiga under andra halvan av 1919. Etablissemanget uppfördes efter 1901 års härordnings byggnadsprogram efter Kasernbyggnadsnämndens andra typritningsserie för infanterietablissemang. Ursprungligen uppfördes 40 byggnader, genom regementets utveckling kom antalet byggnader till sist bli ett 100-tal. Den 1 oktober 1919 började regementet flytta in i de nya kasernerna, men var inte färdiga med inflyttningen förrän under 1920. När Kalmar regemente avvecklades den 31 december 1927, kom dess kasernetablissemang övertas av det nya regementet Jönköpings-Kalmar regemente (I 12), vilket verkade där fram till 1992, då det omlokaliserades till Stockholmsvägen och samlokaliserades med Göta ingenjörkår. Efter att försvaret lämnade Regementsgatan, kom bland annat Högskolecenter i Eksjö (numer under namnet Campus i12) flytta in 1999. Även Eksjö bowlinghall finns inom området.

### Övningsplatser
År 1685 vapenövades regementet vid Staby ängar. År 1783 flyttades mötesplatsen till Mariannelund. Den 14 mars 1796 förlades regementets mötesplats till Hultsfreds slätt, där det vapenövades fram till 1918. Regementet hade även en mötesplats vid Kulltorp vid Arby åren 1844–1884.

## Heraldik och traditioner
I samband med att Kalmar regemente avvecklades genom försvarsbeslutet 1996, kom dess traditioner från den 1 december 1998 föras vidare av Kalmargruppen. Från den 1 juli 2013 är Kalmarbataljonen, inom Kalmar- och Kronobergsgruppen, traditionsbärare för Kalmar regemente.
Rasken, Gustav Rask, i Vilhelm Mobergs roman Raskens, var torparsoldat i regementet. Han tillhörde "Konga kompani" och hade nummer 132. År 1953 gav Folke Rudelius ut regementets historia i form av Biografiska notiser om officerare och likställda i två delar: Officerare 1623-1799 och exspektanter 1723-1753 och Officerare 1800-1927. Reservofficerare och officerare i reserven 1892-1927.

### Fälttåg
- Nordiska sjuårskriget (1563–1570)[20]
- Livländska kriget (1570–1582)[20]
- Andra polska kriget (1600–1629)
- Trettioåriga kriget (1630–1648)
- Nordiska krigen (1655–1661)
- Skånska kriget (1674–1679)
- Stora nordiska kriget (1700–1721)
- Hattarnas ryska krig (1741–1743)
- Sjuårskriget (1757–1762)
- Gustav III:s ryska krig (1788–1790)
- Pommerska kriget 1805–07 (1805–1810)
- Finska kriget (1808–1809)
- Sjätte koalitionskriget (1812–1814)
- Fälttåget mot Norge (1814)

### Förbandsfanor
Regementet har burit ett antal fanor genom åren. Den 24 juni 1866 överlämnade generalmajor Pehr Christian Lovén en ny fana till regementets två bataljoner, vilka då ersatte tidigare fanor. Fanorna fördes fram till regementets avveckling, och kom att föras av Jönköpings-Kalmar regemente (I 12) åren 1928–1954. I samband med att Kalmar regemente återuppsattes i form av en försvarsområdesstab, tilldelades regementet en ny fana. Det nya Kalmar regemente antog samma fana som det Kalmar regemente som avvecklades 1927 lämnade. Dock så ärvde man inte 1866 års fana, utan fick en ny fana, modell/1994, överlämnad den 10 oktober 1992 av generallöjtnant Åke Sagrén. 

### Marsch
Regementet hade marscherna "Kalmar regementets marsch" (Meissner) från slutet av 1900-talet "Kaiser Friedrich-Marsch" (Friedemann) som sin förbandsmarsch. "Kaiser Friedrich-Marsch" övertogs 1928 av det nybildade Jönköpings-Kalmar regemente. När det nya Kalmar regemente bildades antog marschen "Kalmarbrigaden" (Badman), vilken ursprungligen tillägnats Kalmarbrigaden (IB 42).

## Förbandschefer
Regementschefer verksamma vid regementet åren 1623–1927.

- 1623–16??: Patrick Ruthven
- 1630–1638: David Drummond
- 1639–1645: Thuve Bremen
- 1645–1656: Alexander Irving
- 1656–1662: Gustaf Kruse
- 1662–1674: Barthold de Mortaigne
- 1674–1677: Henrik Wulfvenkhu
- 1677–1686: Erik Soop
- 1686–1698: Hans von Dellinghausen
- 1698–1699: Magnus Stenbock
- 1700–1701: Nils Djurklou
- 1701–1709: Gustaf Ranck   †
- 1709–1716: Carl Björnberg
- 1716–1730: Sten Arvidsson Sture  (tillfångatagen),   †
- 1730–1733: G Zülich
- 1733–1734: Franz Christian Marschalck
- 1734–1736: Lorentz von Numers
- 1736–1739: Caleb de Frumerie
- 1739–1740: Adam Johan Giertta
- 1740–1747: Ludvig Fahlström
- 1747–1757: Carl Gustaf Roxendorff
- 1757–1757: Nils Djurklou
- 1757–1770: Erik Gustaf Lillienberg
- 1770–1772: Erik Armfelt (tillträdde ej)
- 1772–1778: Augustin Wolfgang von Baltzar
- 1778–1779: Fredrik Posse
- 1779–1795: Abraham Daniel Schönström
- 1795–1802: Carl Mörner
- 1802–1804: Adolf Ludvig von Friesendorff
- 1804–1816: Johan Henrik Tawast
- 1812–1813: Magnus Fredrik Ferdinand Björnstjerna (Tf.)
- 1813–1814: Carl Klingström (Tf.)
- 1816–1826: Eric Georg Ulfsparre
- 1826–1832: Carl Klingström
- 1832–1847: Carl Johan Hederstierna
- 1847–1853: Gustaf Taube
- 1853–1859: Gustaf Georg Stierngranat
- 1859–1865: Fredrik Magnus Leonard Dandenell
- 1865–1877: Oscar Weidenhielm
- 1871–1877: Pehr Samuel Wilhelm Björkman (Tf.)
- 1877–1888: Pehr Samuel Wilhelm Björkman
- 1888–1894: Otto Gustaf Nordenskjöld
- 1894–1895: Henric Fredric Gyllenram
- 1895–1902: Fredrik Kugelberg
- 1902–1910: Knut Eklundh
- 1910–1914: Carl Adam Constans Stålhammar
- 1914–1926: Sam Gustaf Laurentius Myhrman
- 1926–1927: Natanael Wikander

## Namn, beteckning och förläggningsort
| Kungl. Kalmar regemente | 1623-??-?? | – | 1709-07-01 |
| Kungl. Kalmar regemente | 1709-??-?? | – | 1927-10-01 |
| Avvecklingsorganisation | 1927-10-02 | – | 1927-12-31 |

| № 20 | 1816-03-26 | – | 1892-12-31 |
| № 21 | 1893-01-01 | – | 1914-09-30 |
| I 21 | 1914-10-01 | – | 1927-12-31 |

| Staby ängar (F)      | 1685-??-?? | – | 1783-??-?? |
| Mariannelund (F)     | 1783-??-?? | – | 1796-03-14 |
| Hultsfreds slätt (F) | 1796-03-14 | – | 1906-11-01 |
| Kulltorp (F)         | 1844-06-03 | – | 1884-01-26 |
| Eksjö garnison (F)   | 1919-10-01 | – | 1927-12-31 |

## Galleri

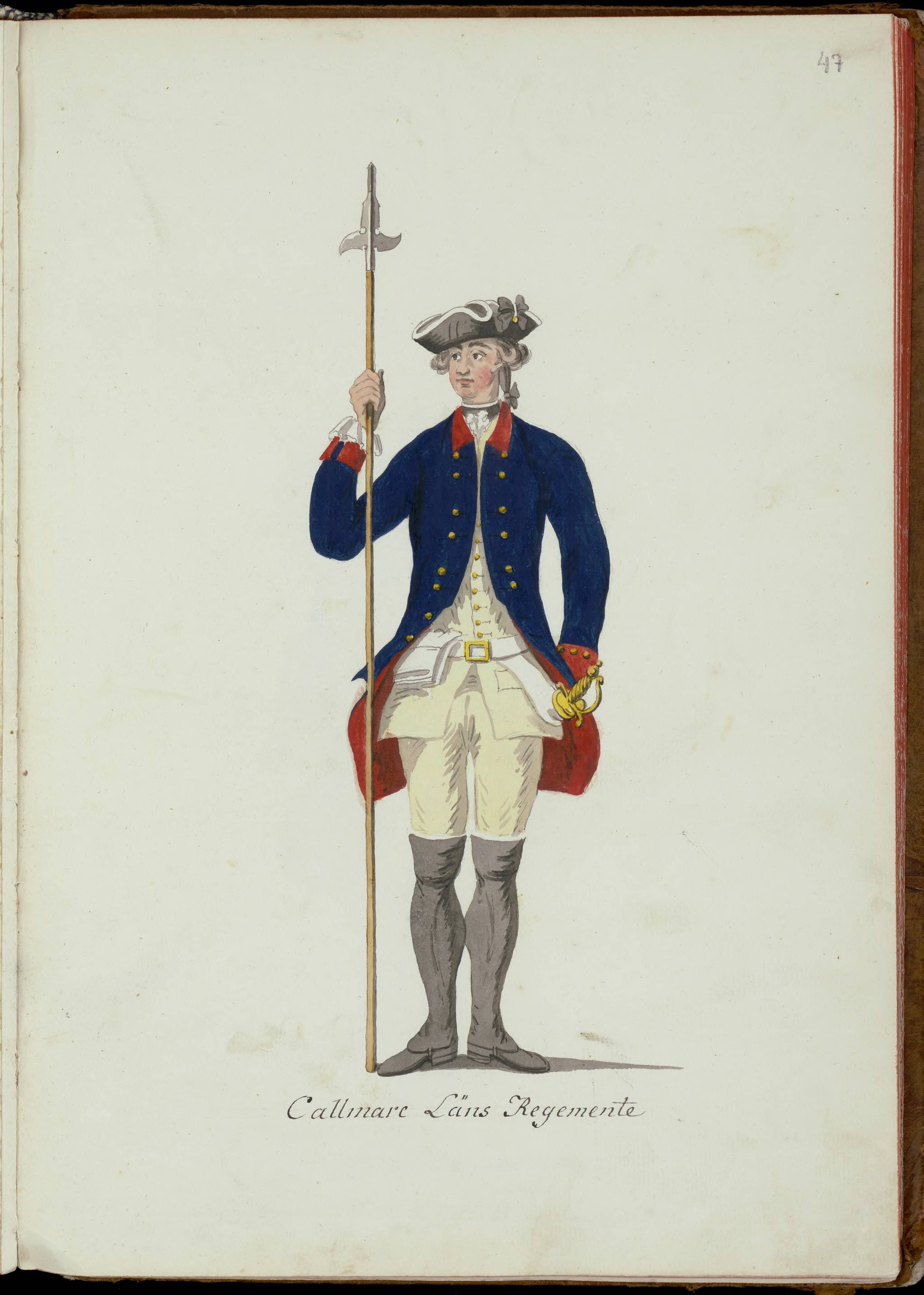
Uniform m/1765
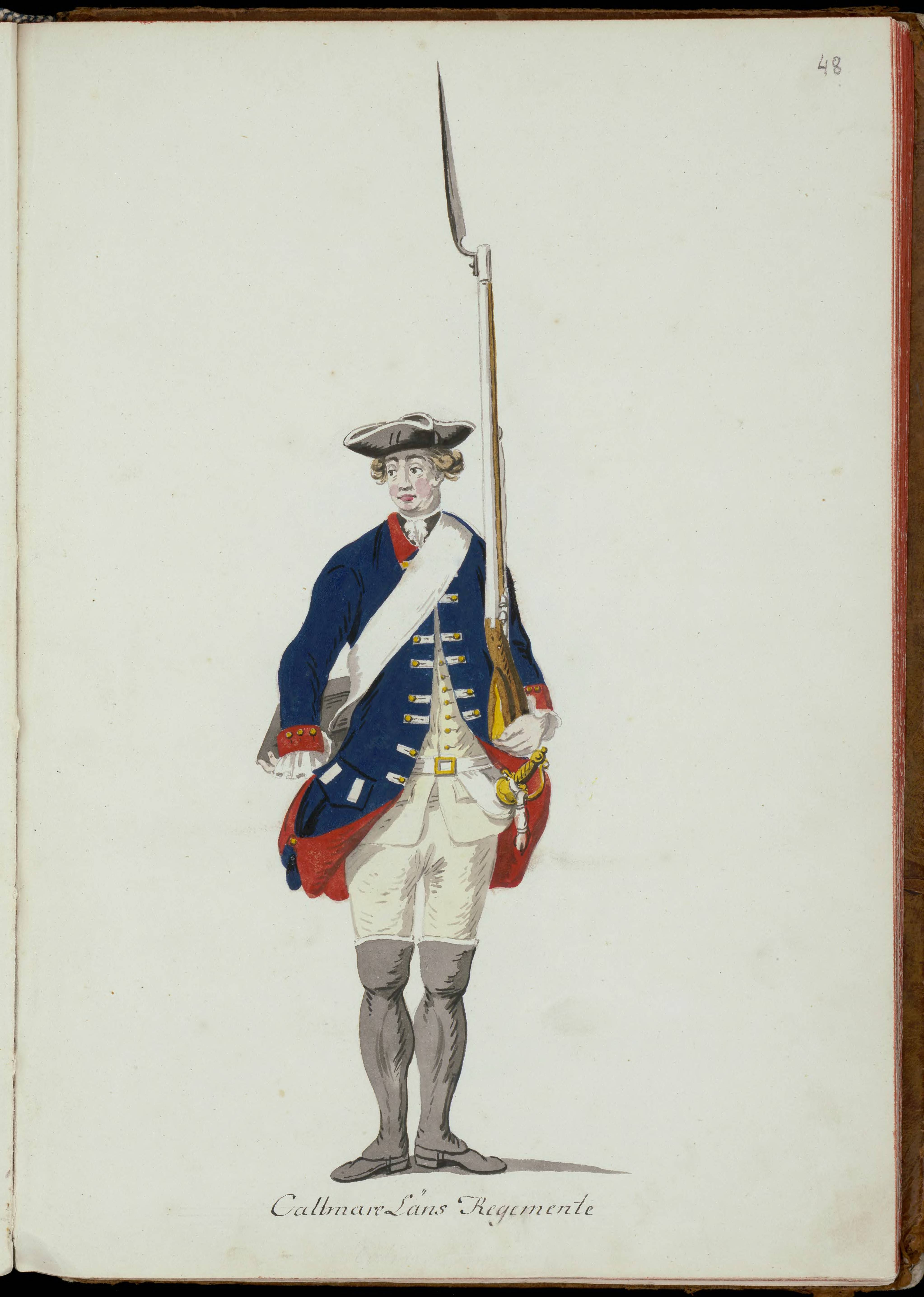
Uniform m/1765
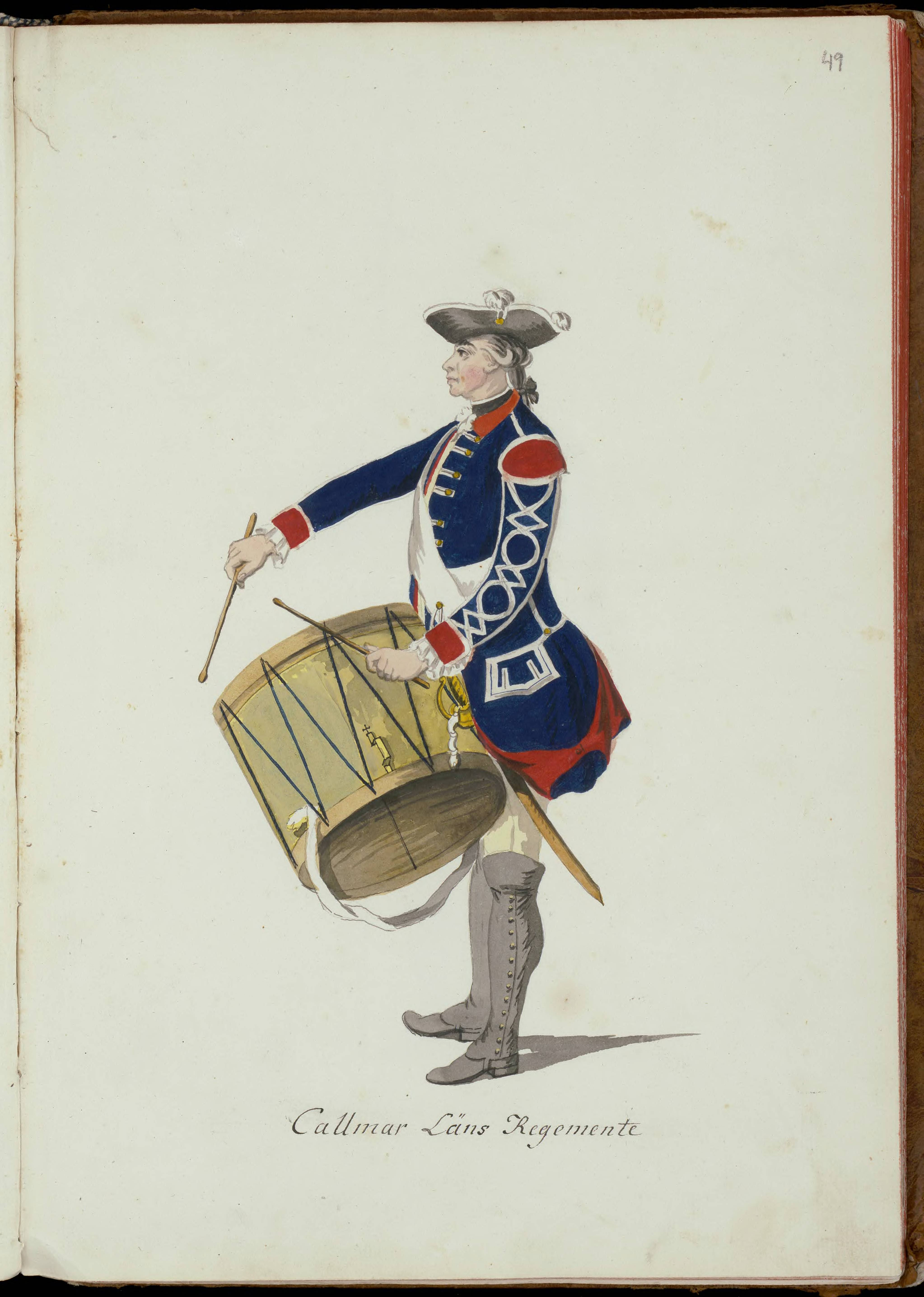
Uniform m/1765
Uniform m/1779
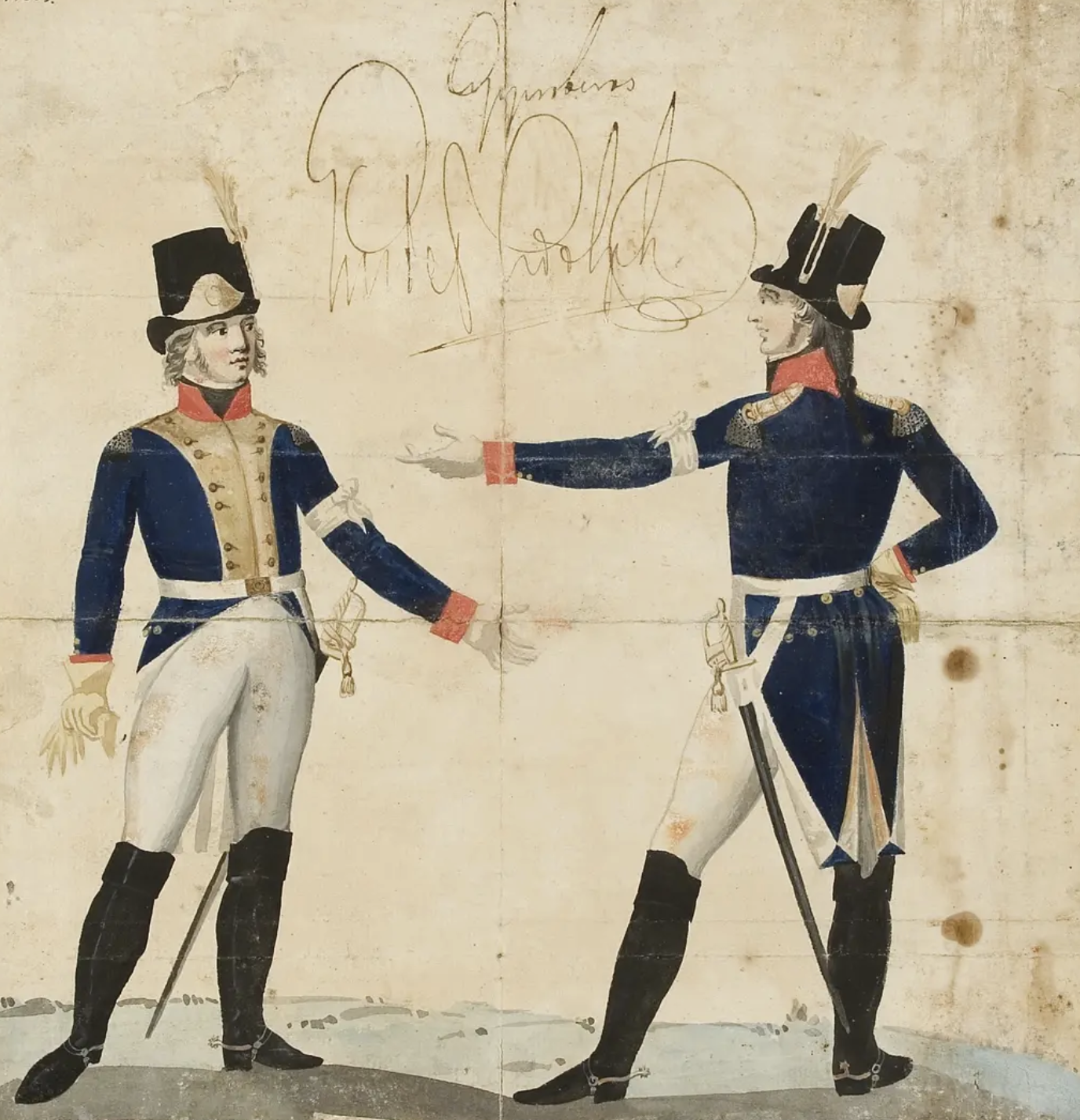
Uniform m/1802 för officerare
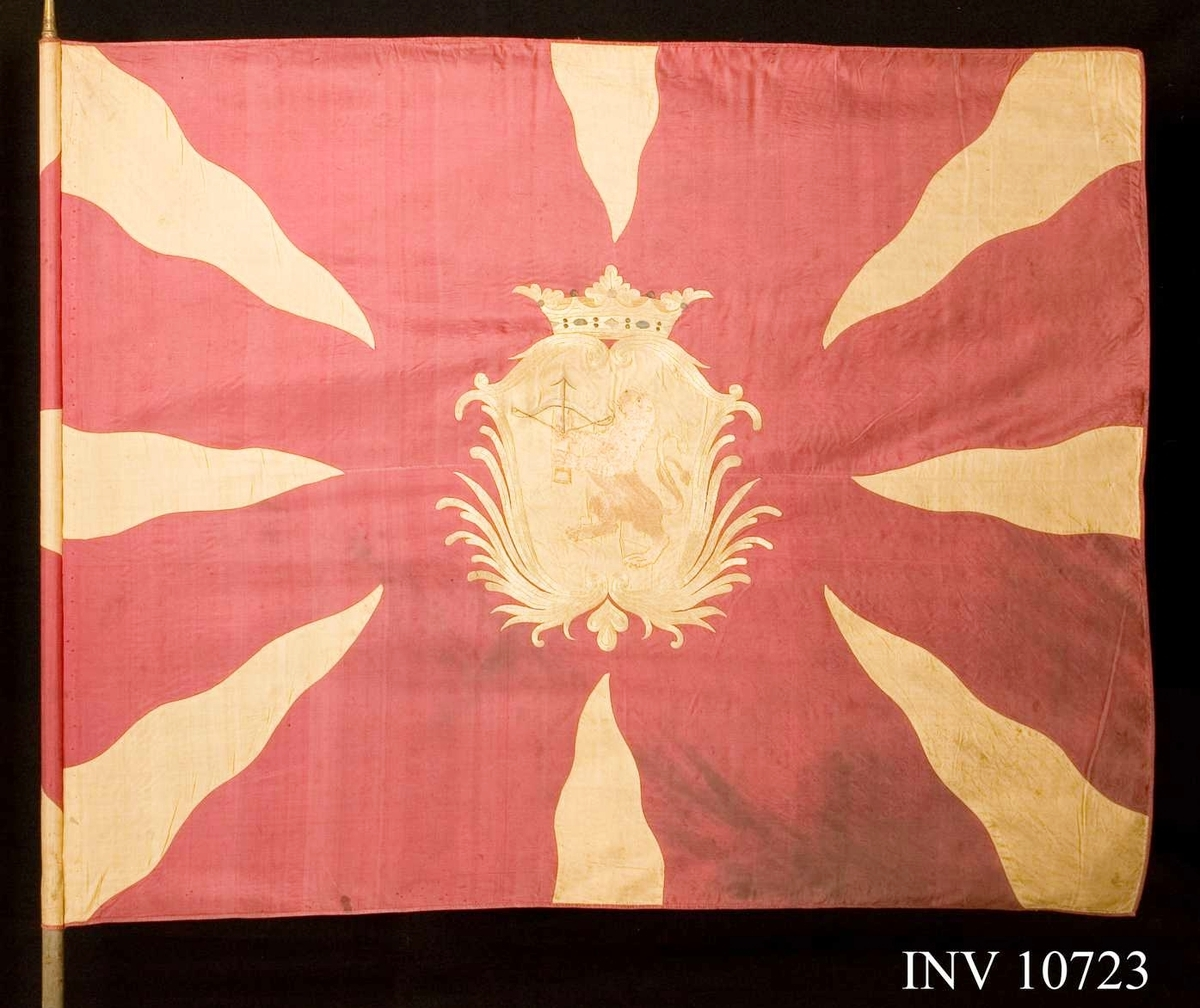
Fana m/1766
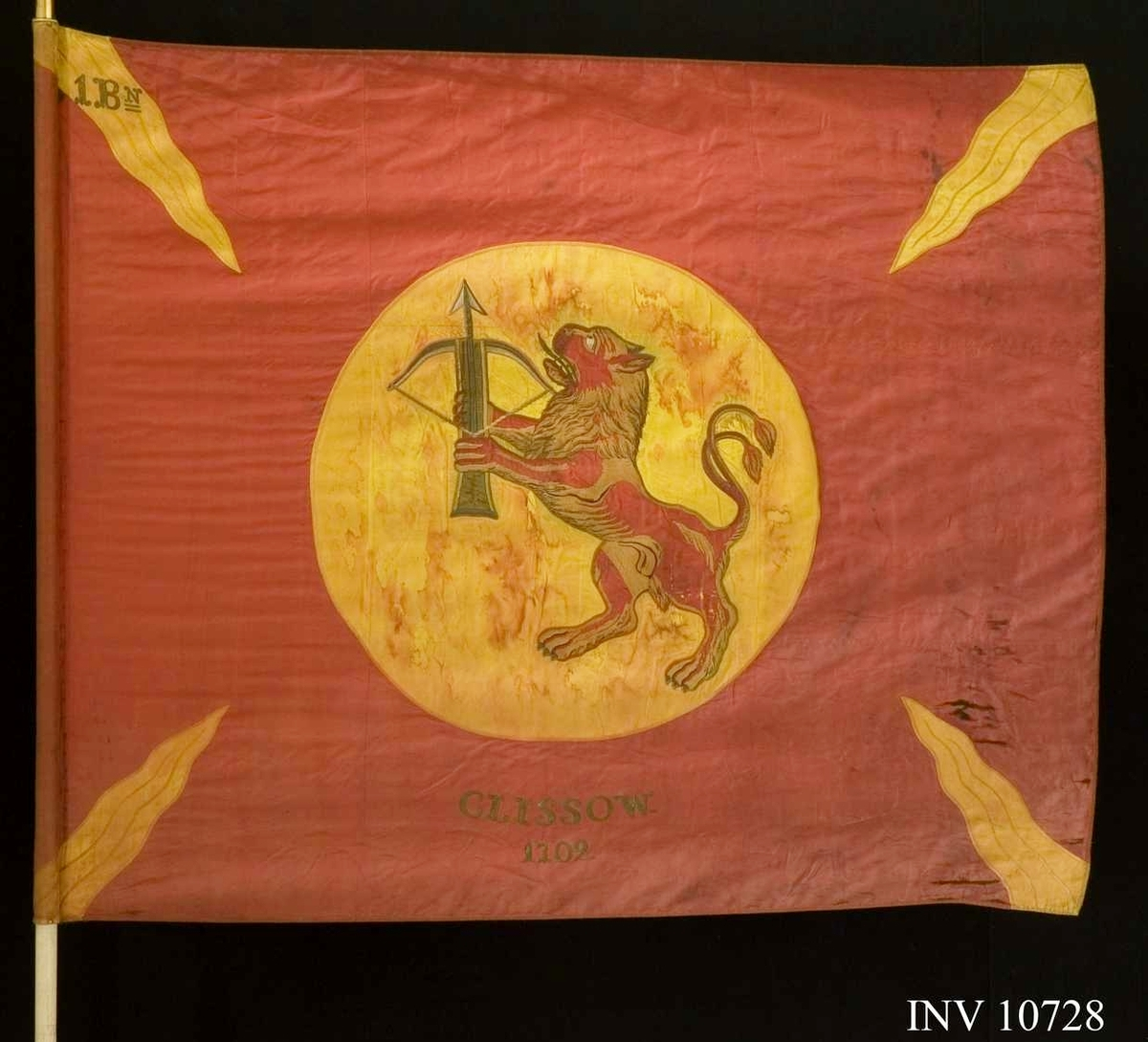
Bataljonsfana m/1849, för regementes 1:a bataljon.
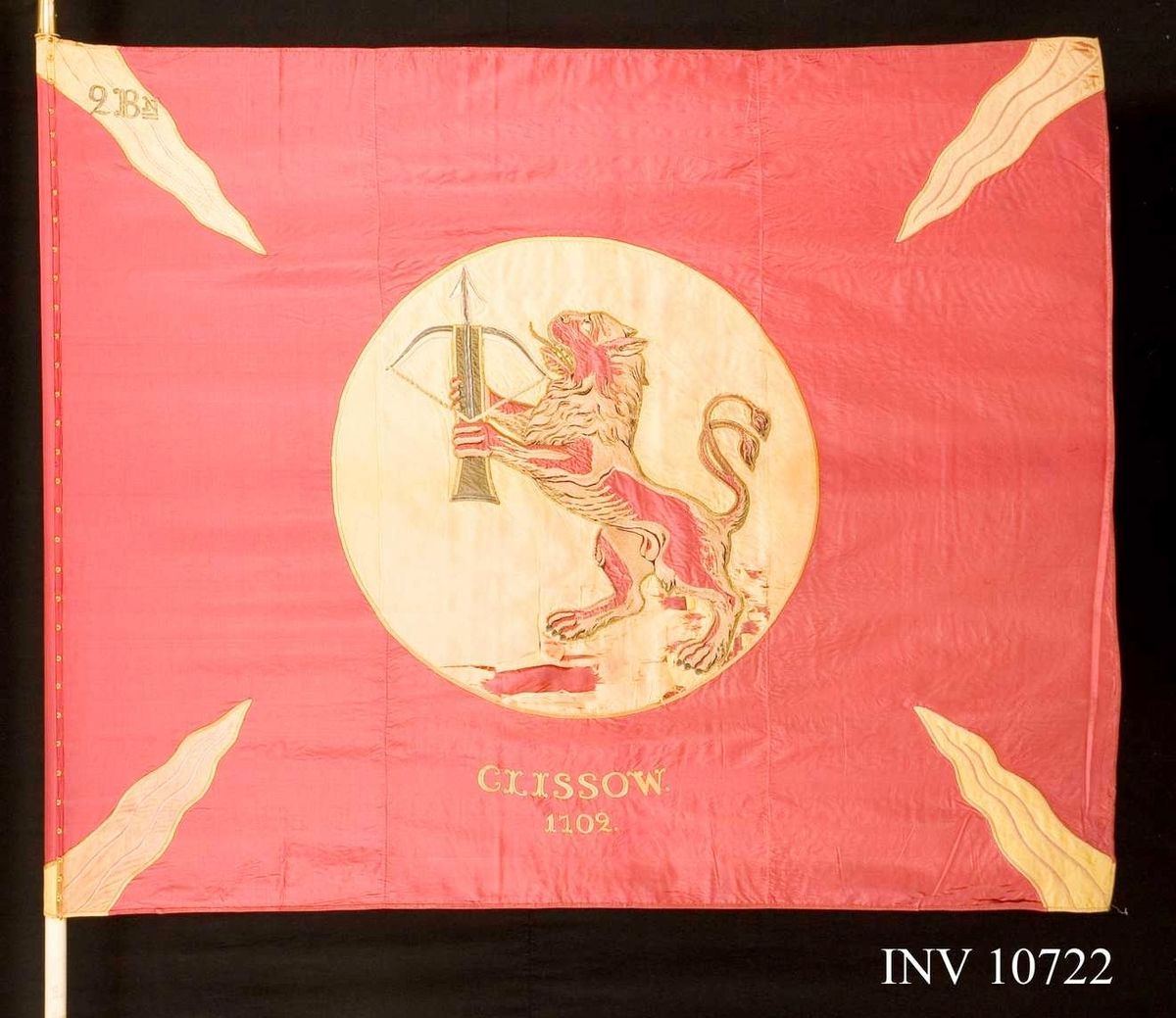
Bataljonsfana m/1849, för regementes 2:a bataljon.
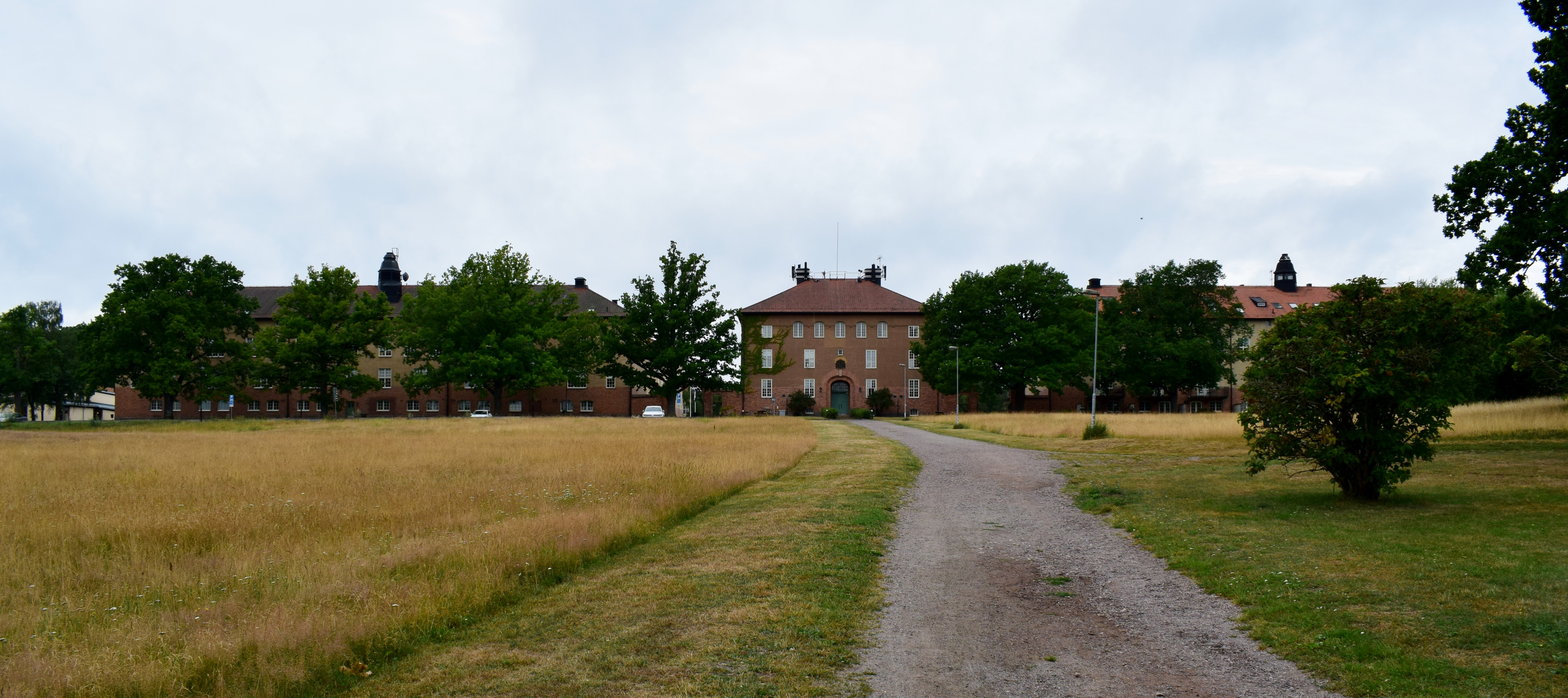
Vy över kanslihus med flankerande kaserner.
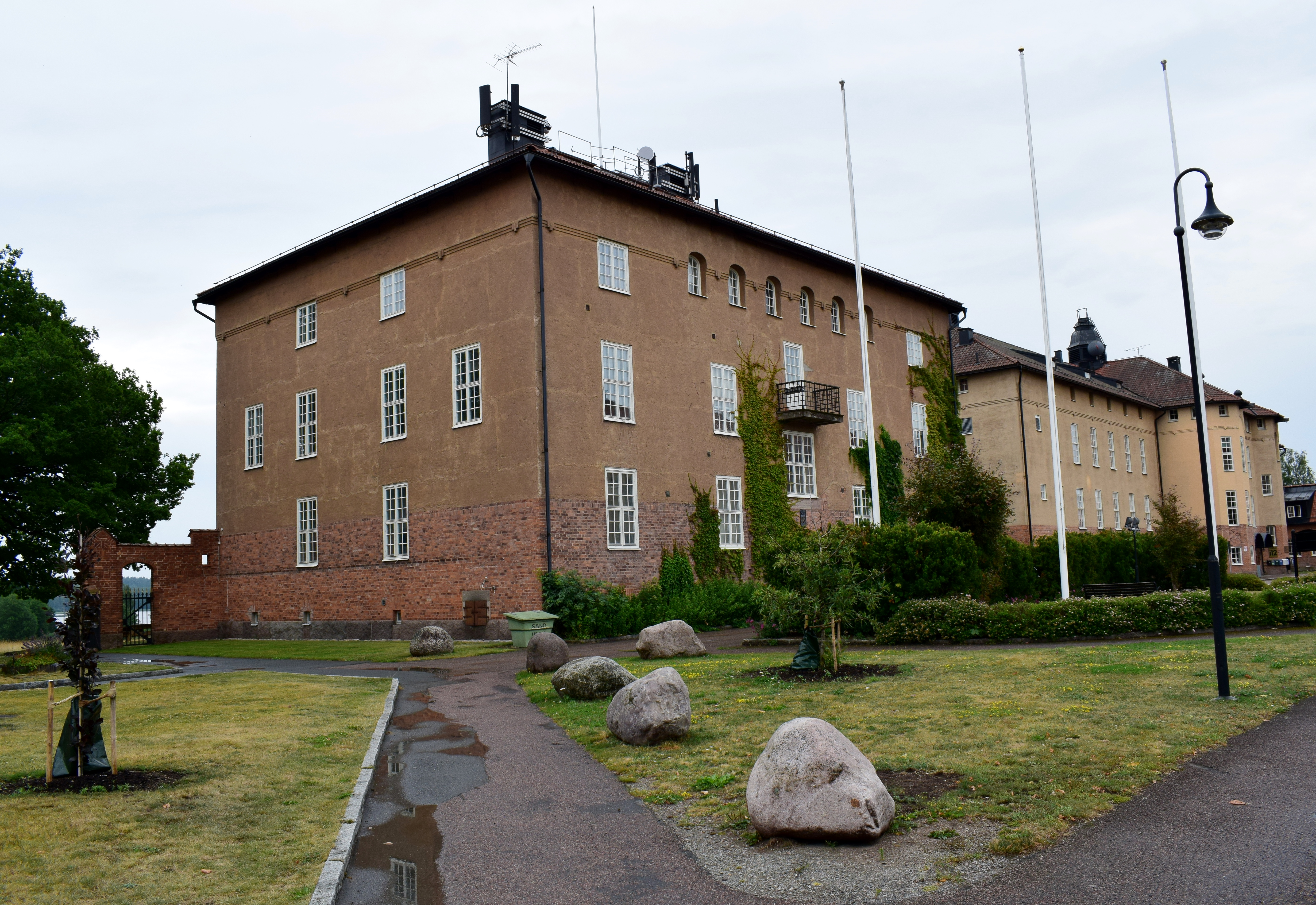
Kanslihuset sett från kaserngården.
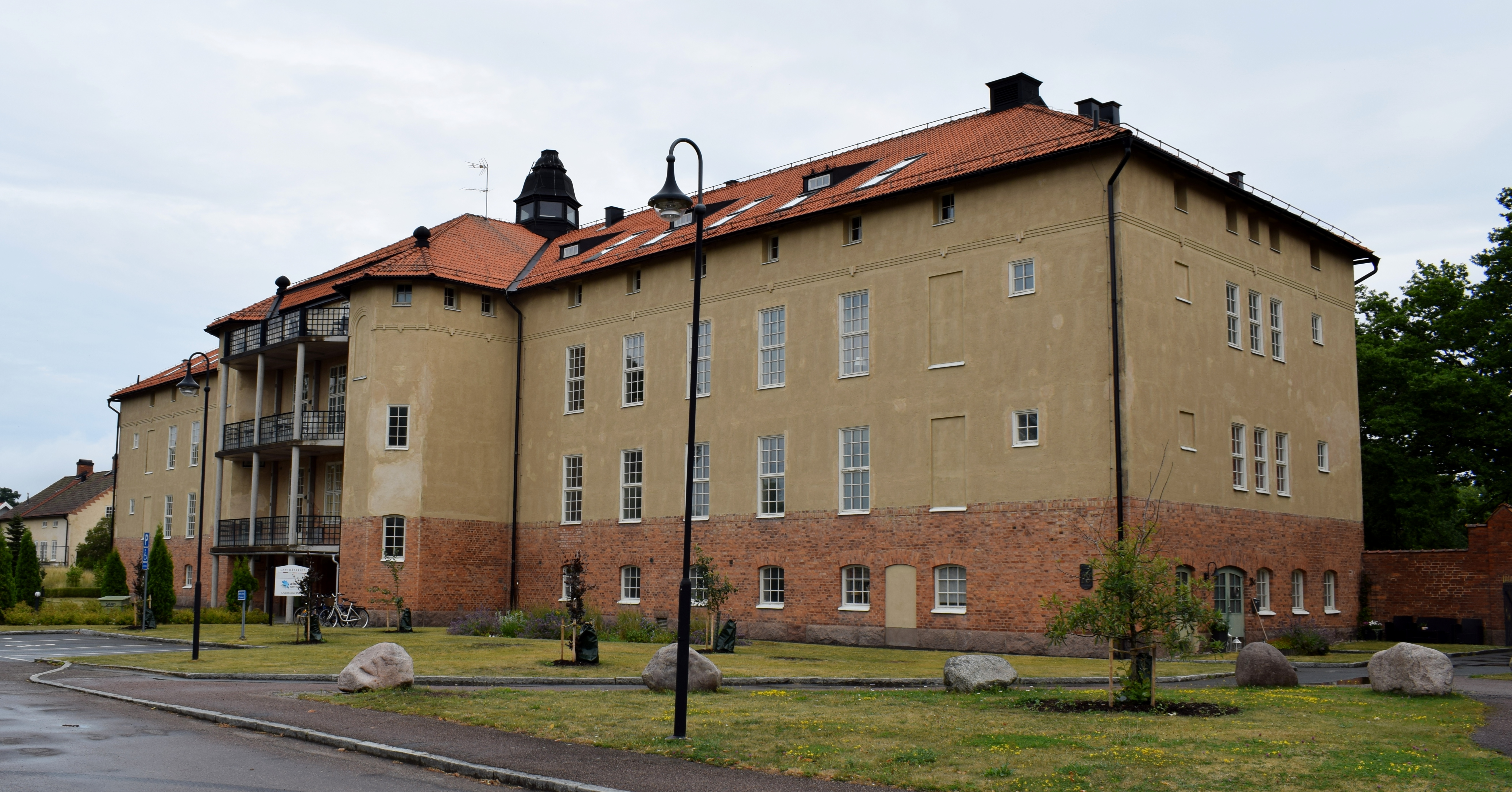
Kasern vid Sjöängen.
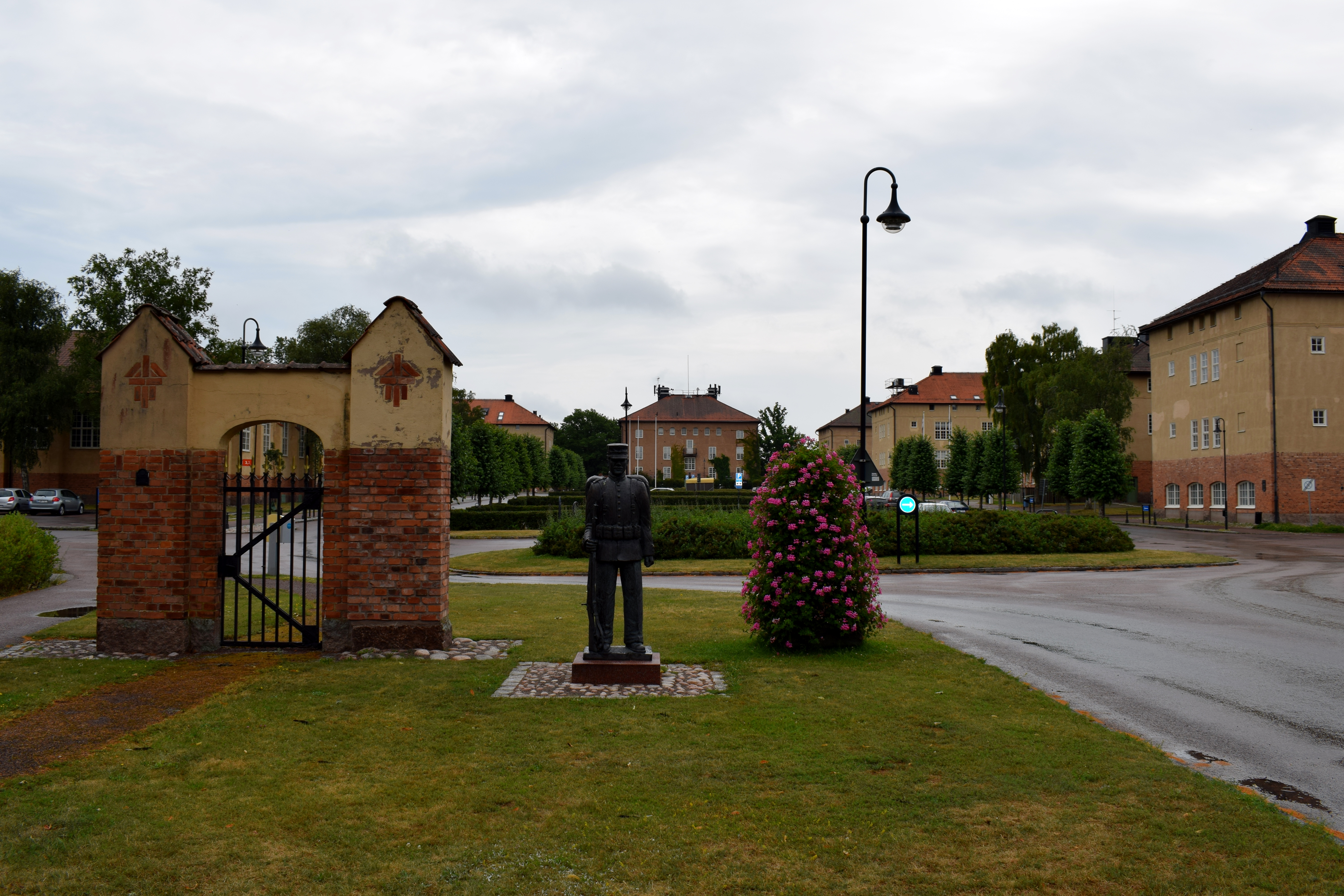
Infarten till kasernetablissement i Sjöängen.
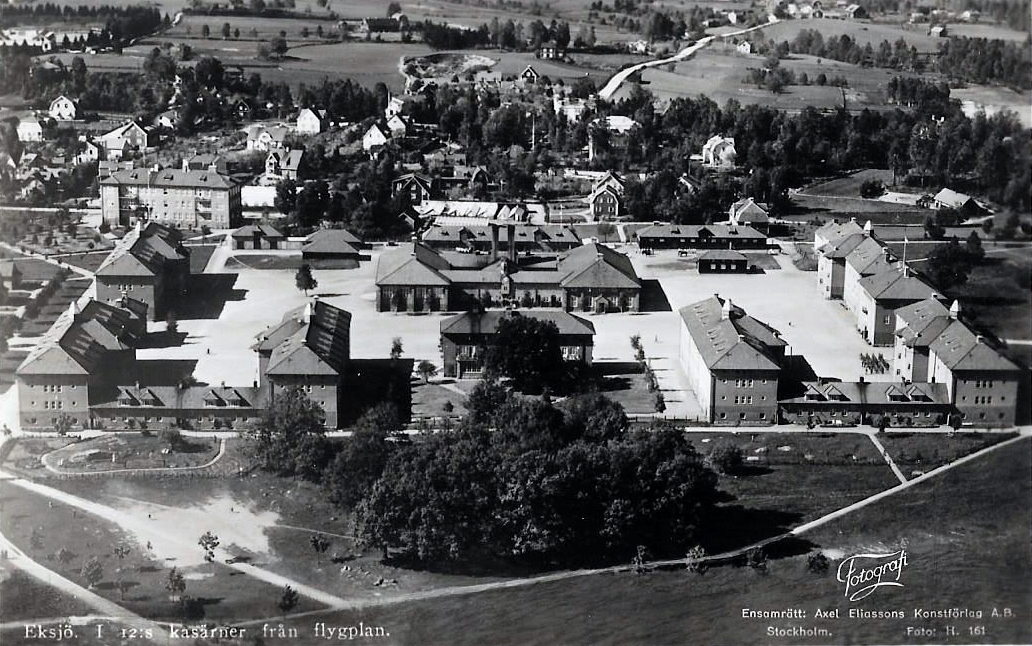
Regementets kaserner i Eksjö.
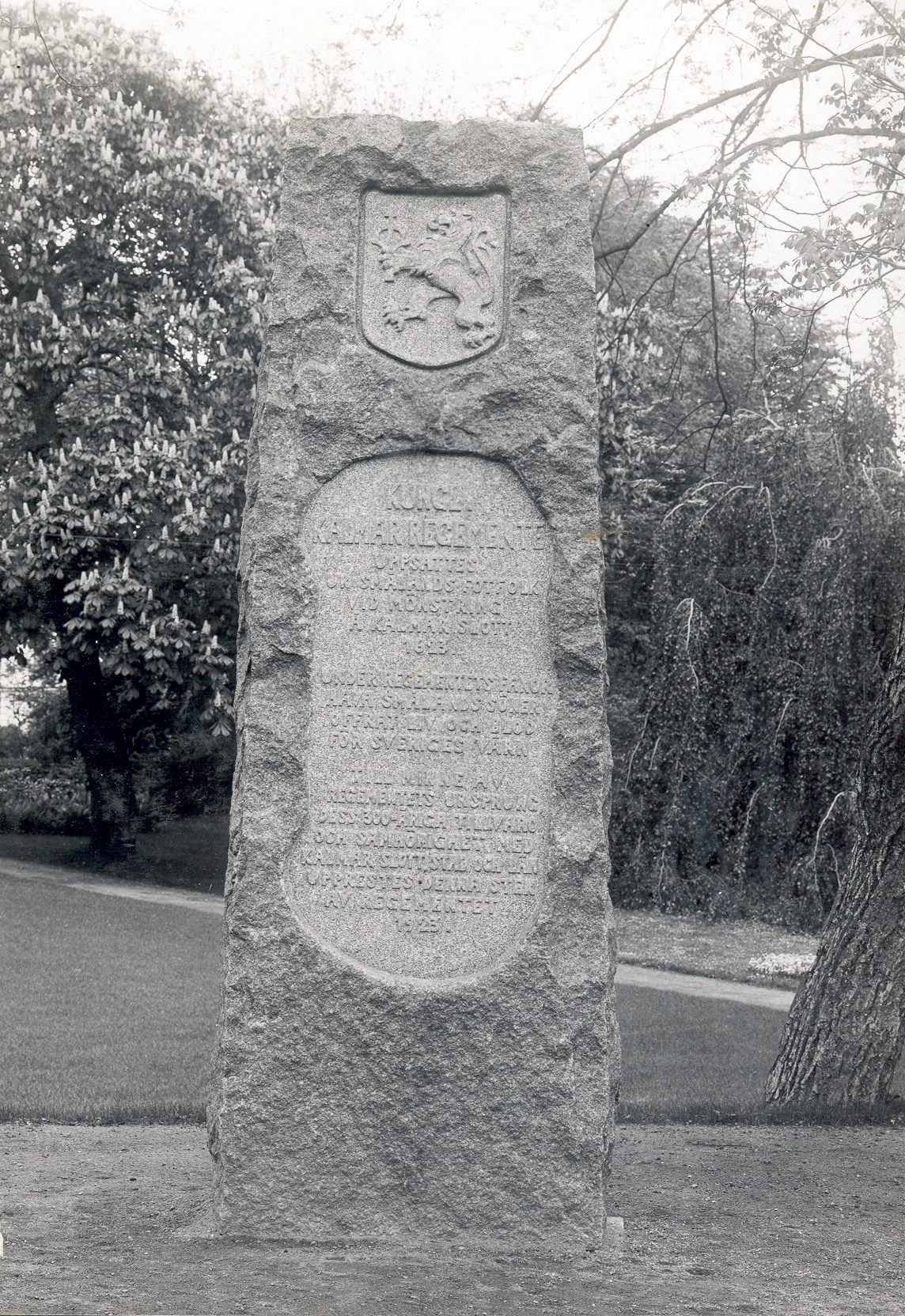
Minnessten över Kalmar regemente i stadsparken, Kalmar.